# Ayas (Italie)
Pour les articles homonymes, voir Ayas.
Ayas  est une commune  italienne alpine de la région Vallée d'Aoste, située dans la vallée du même nom.

## Géographie
C'est la dernière commune de la vallée du même nom, qui remonte de la Doire baltée jusqu'au pied des sommets des Alpes pennines qui le séparent de la vallée de Zermatt, notamment :
- le Castor ;
- le Pollux ;
- le Breithorn.

Un glacier important est le Grand glacier de Verraz, d'où prend sa source l'Évançon.
Le mont Dzerbion s'oppose au mont Rose et sépare la commune d'Ayas de celle de Saint-Vincent.

Localisation de la commune d'Ayas à l'intérieur de la Vallée d'Aoste.

## Histoire
Le toponyme latin est Agatius.
Ayas était peuplé par les Salasses, jusqu'à la conquête de la part des Romains (env. 25 av. J.-C.). Ensuite, le val d'Ayas devint un passage pour rejoindre le Valais, sous le nom de Krämertal, la vallée des marchands. 
En 515, Ayas est cédé aux moines de l’abbaye de Saint-Maurice d’Agaune, en Valais. C’est ainsi qu’un peuplement Walser, notamment à Saint-Jacques (également appelé Canton des Allemands par les Ayassins), apporte des caractéristiques particulières dans le domaine architectural (en similitude avec celle du Valais et de Gressoney-Saint-Jean), de l’habillement ou la linguistique (patois d'origine franco-provençale très particulier, qui se différencie des autres parlers valdôtains).
En 1200, le fief de Graines est vendu à la famille de Challant, les vicomtes d'Aoste, le val d'Ayas prenant alors le nom de Vallée de Challant-Ayas. Les Challant gardent le contrôle de la vallée jusqu'au XVIIIe siècle, qui passe faire partie ensuite au Duché d'Aoste.
Entre la fin du XIXe et le début du XXe siècle, comme pour toutes les communes valdôtaines, Ayas aussi est intéressé par des flux migratoires vers la France et la Suisse romande.
Dans la seconde moitié du XXe siècle, Ayas s'ouvre au tourisme, comme d'ailleurs tout le val d'Ayas, en particulier avec le développement des équipements pour le ski à Champoluc et aux environs.
La division de la paroisse d'Ayas, d'où sont nées les paroisses de Champoluc et d'Antagnod, remonte au XXe siècle.

## Activités
Les sabotiers d'Ayas sont renommés pour leur habileté dans le travail du bois pour la fabrication des sabots (en patois ayassin, tsôques).

## Monuments et lieux d'intérêt

### Architecture civile
- Des rascards sont présents sur tout le territoire de la commune, en témoignage de la présence de la civilisation walser dans le passé ;
- La Maison Merlet et la Maison Fournier (ou Maison Challant) à Antagnod ;
- La Villa Rivetti à Antagnod, faite construire par l'industriel biellais Giuseppe Rivelli, aujourd'hui siège de la maison communale ;
- L'ancien bourg de Champoluc ;
- L'ancien bourg d'Antagnod, où se situe, entre autres, la bibliothèque communale ;
- Le ru Courtaud.

### Architecture religieuse
- L'église Saint-Martin-de-Tours à Antagnod, place François-Marie Dandrès, accueillant plusieurs pièces intéressantes, entre autres, le maître autel (1713, œuvres de sculpteurs du Valsesia) entièrement en bois, sans doute le plus richement décoré de la Vallée d'Aoste, et l'orgue ;
- L'église Sainte-Anne à Champoluc, qui aujourd'hui accueille un cinéma, a été autrefois la principale église du village ;
- L'église Saint-Jacques au hameau du même nom ;
- Le sanctuaire de Barmasc, qui remonte à 1744. En origine dédiée à Marie-Madeleine, il a toujours été dénommés Notre-Dame de Barmasc par les Ayassins. Le nom a été changé en Notre-Dame du Bon-Secours par le curé François-Marie Dandrès ;
- L'église Notre-Dame des Douleurs à Lignod, accueillant une fresque du XIXe siècle du Jugement dernier par Franz Curta de Gressoney-Saint-Jean.

## Associations
À Champoluc se situe le siège de la Compagnie des guides de montagne de Champoluc-Ayas.

## Personnalités liées à Ayas
- Évalde Obert (1912-1990) - surnommé lo méhtre Tatcha (= le maître Tatcha), poète en patois valdôtain
- Pierre-Joseph Alliod, médecin et linguiste
- François-Marie Dandrès (Fontainemore, 4 juillet 1791 – Ayas, 7 décembre 1866), fondateur des écoles d'Antagnod et de Champoluc en 1819
- Louis de Jyaryot - auteur et chanteur en arpitan valdôtain
- Christian Sarteur - auteur et chanteur en arpitan valdôtain
- Antoine Fosson - homme politique
- Simone Origone, skieur
- Ivan Origone, skieur

## Sport
Dans cette commune se pratique le tsan, l'un des sports traditionnels valdôtains.

## Administration
| Période                                  | Période          | Identité       | Étiquette     | Qualité |
| ---------------------------------------- | ---------------- | -------------- | ------------- | ------- |
| juin 2003                                | 30 mai 2006      | Renato Becquet |               | Syndic  |
| 30 mai 2006                              | 17 novembre 2015 | Giorgio Munari | Liste civique | Syndic  |
| 17 novembre 2015                         | 15 mai 2016      | Joseph Obert   | Liste civique | Syndic  |
| 16 mai 2016                              | En cours         | Alex Brunod    | Liste civique | Syndic  |
| Les données manquantes sont à compléter. |                  |                |               |         |

## Galerie de photos

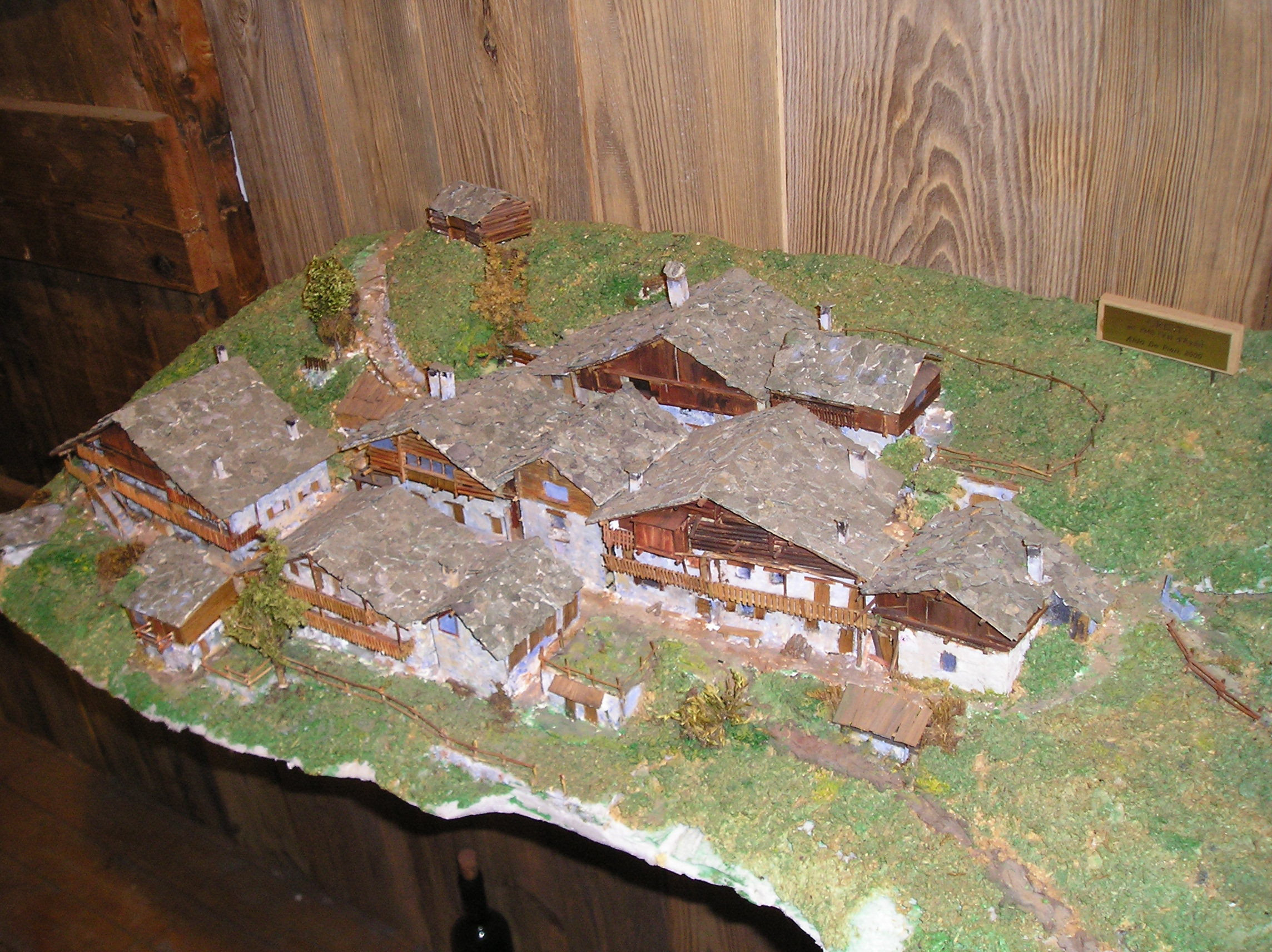
Maquette du village walser de Crest, en amont de Champoluc.
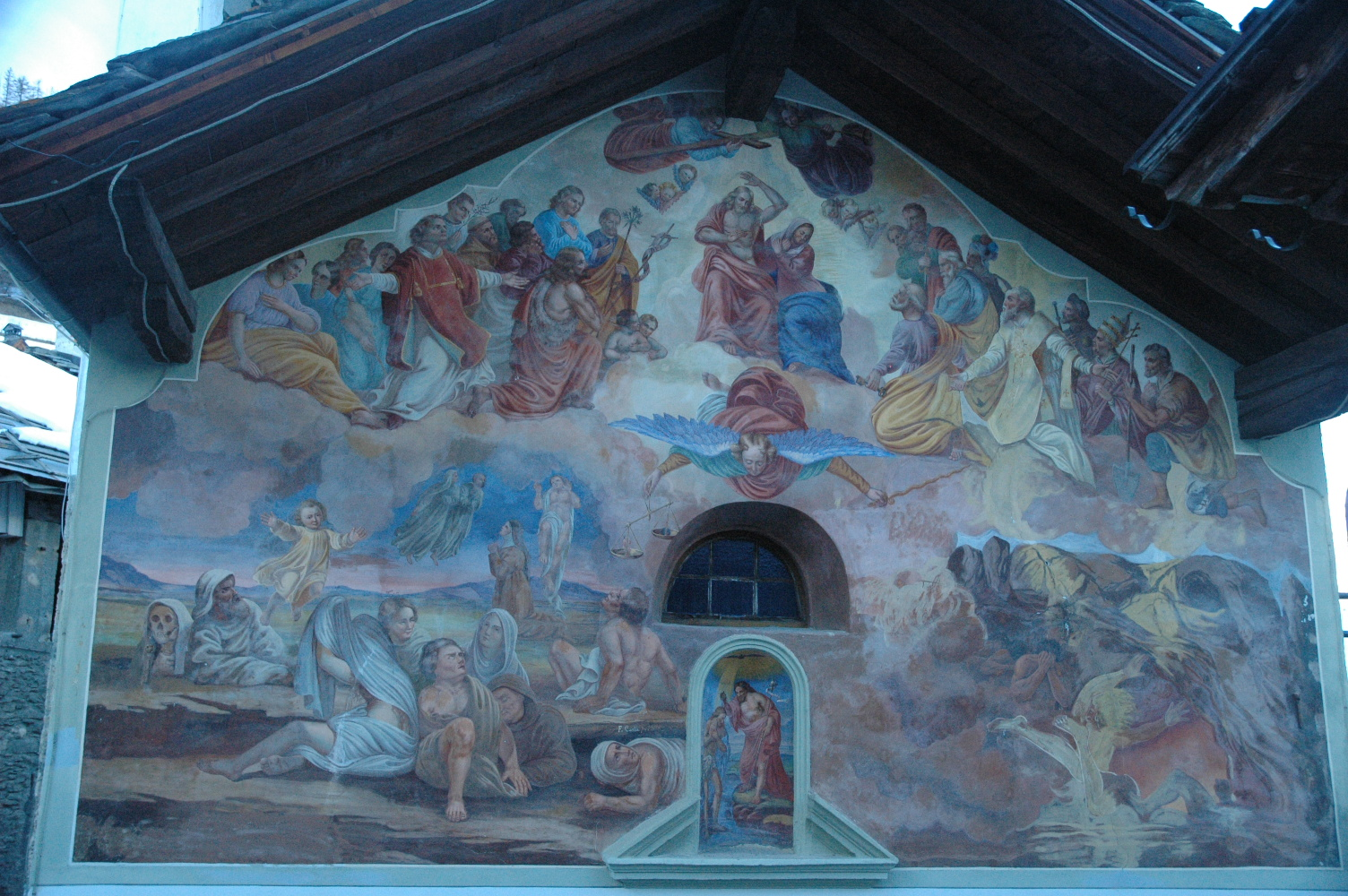
Le Jugement dernier sur la façade de l'église de Lignod.
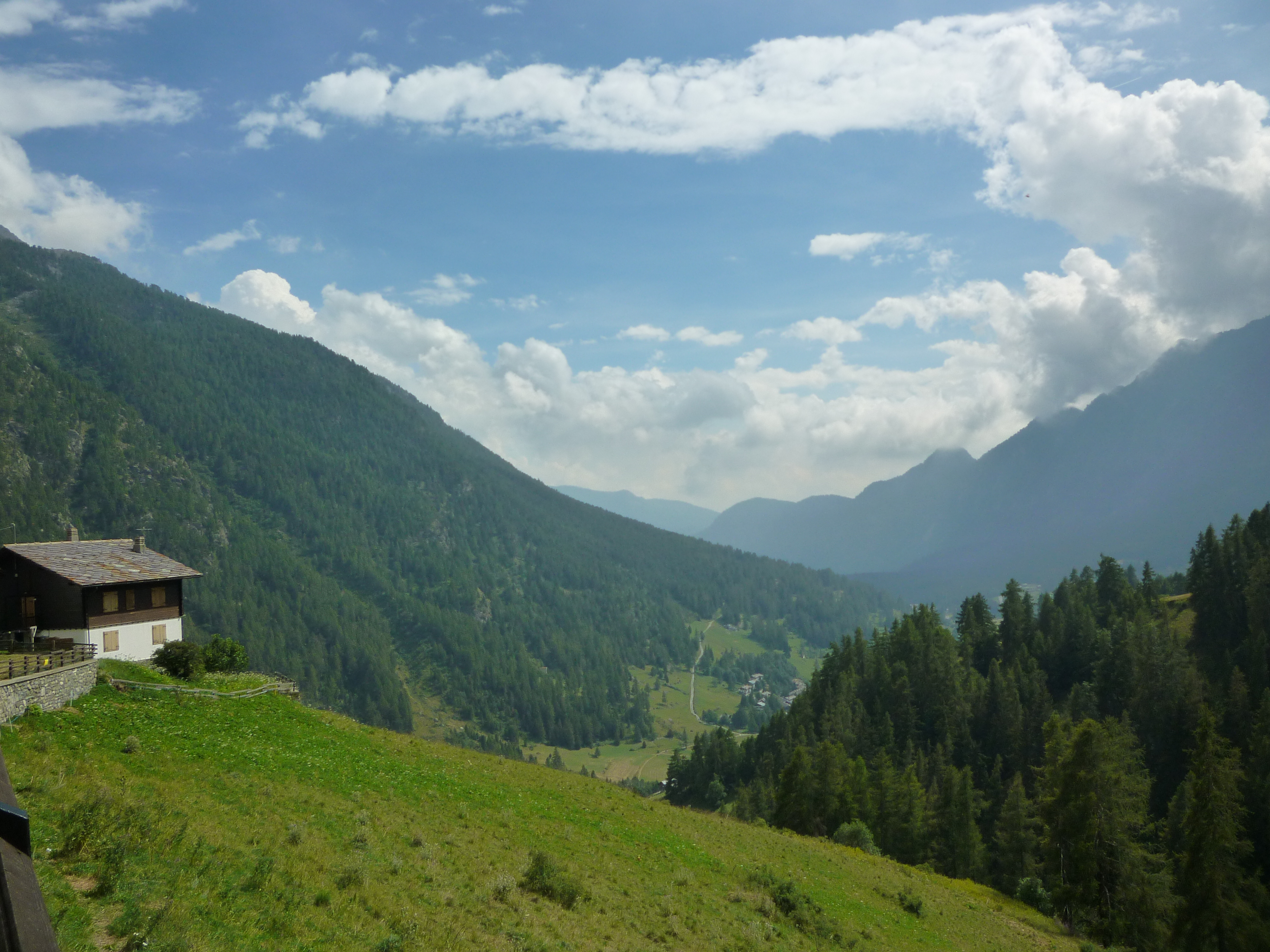
Panorama du haut val d'Ayas du hameau Bisous.
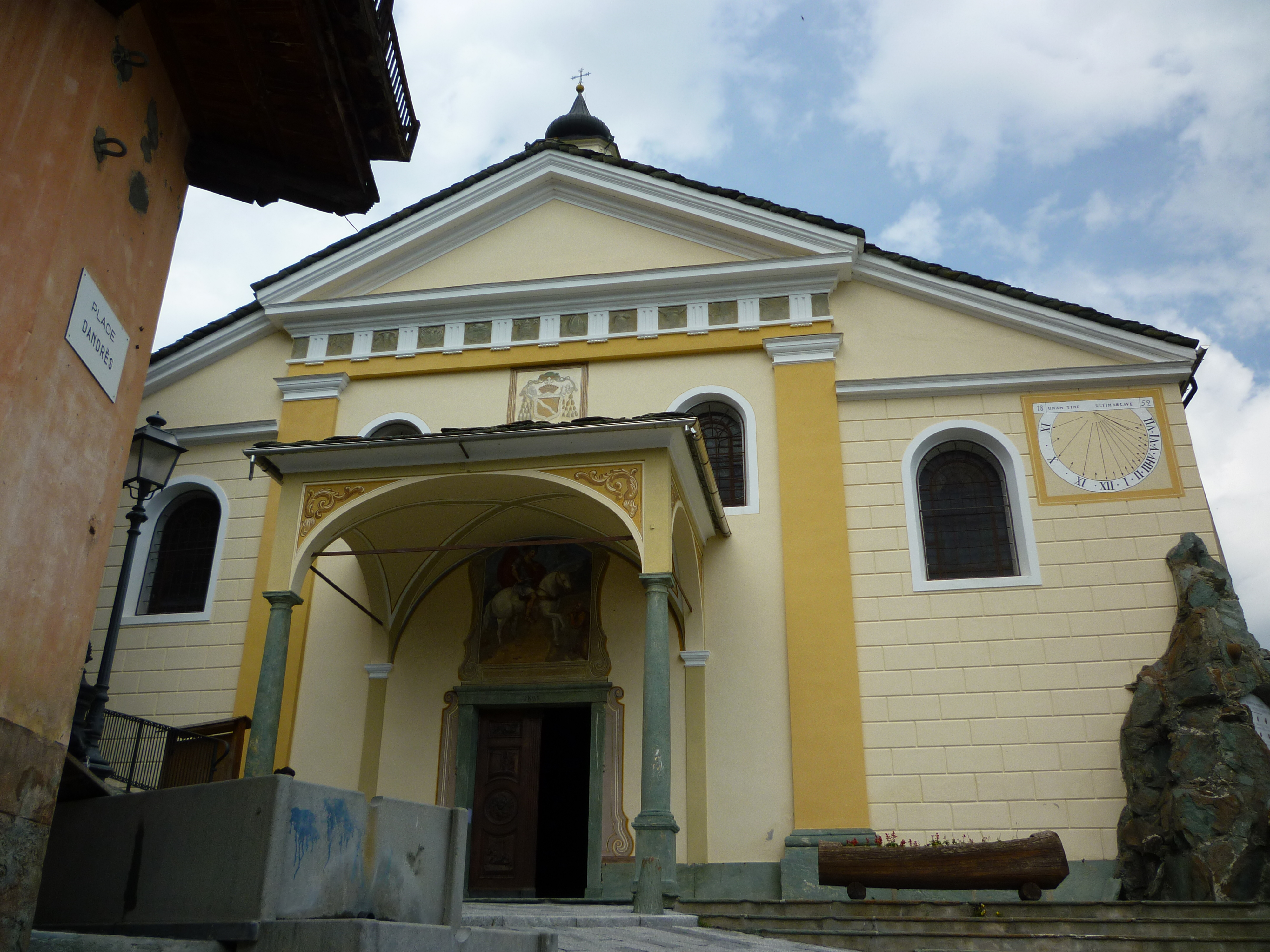
La façade de l'église d'Antagnod (place François-Marie Dandrès).
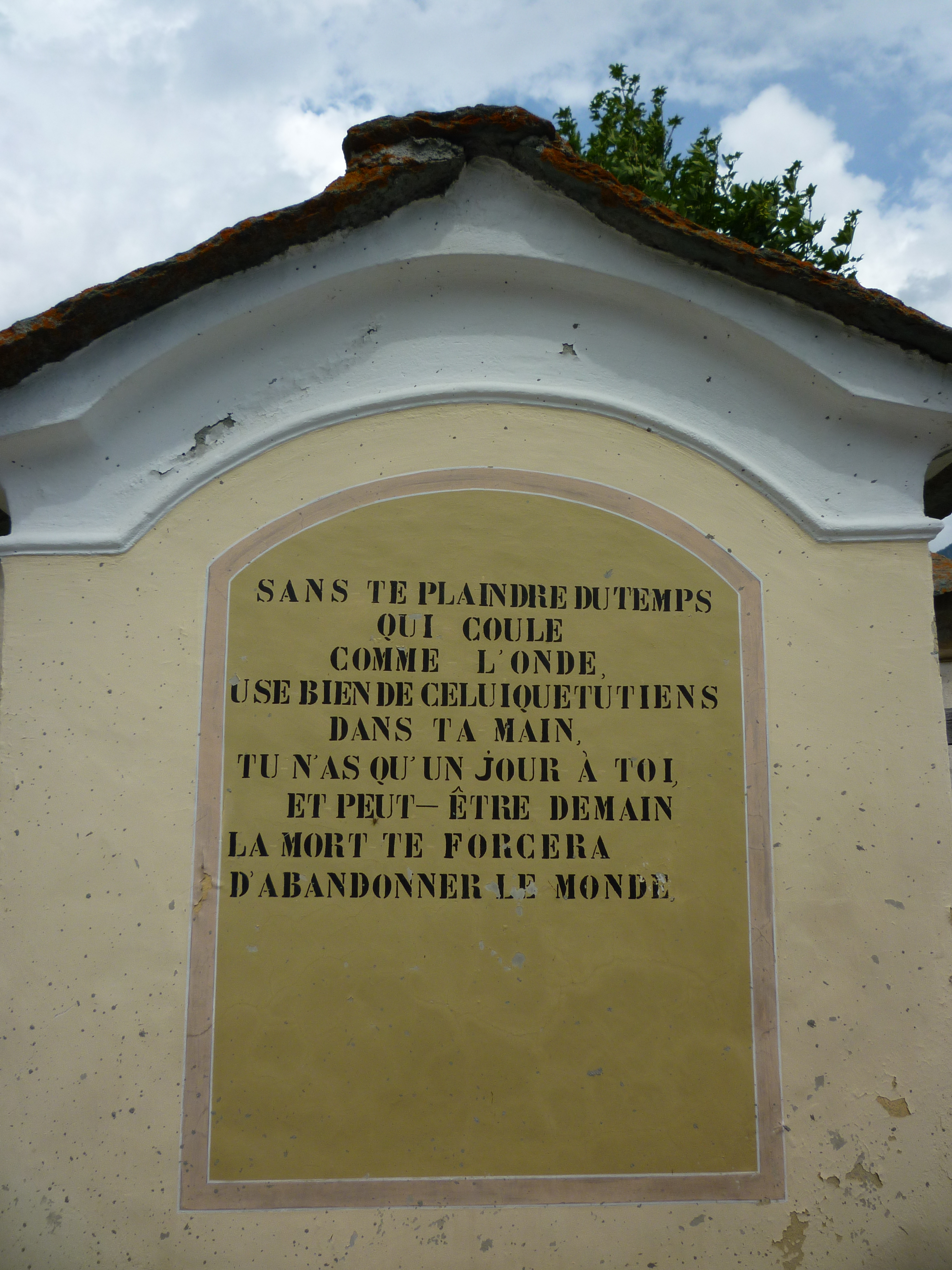
Inscription à l'entrée du cimetière d'Antagnod.

## Hameaux
Le chef-lieu d'Ayas est composé par les deux villages d'Antagnod et de Champoluc, où se trouvent aussi les installations de sport d'hiver. 
Les autres hameaux et villages sont : 
Arpeillaz, La Barmaz, Barmasc, Bisous, Blanchard, Le Bochoney, Borbey, Bossoulaz, Brenguey, Le Brusal, Champlan, Le Collet, Contenéry, Corbet, Corneuil, Le Cornu, Le Cortot, Crestérésat, Le Crest, Crest-Forné, La Croisettaz, La Croix, Les Croües, Cunéaz, Les Droles, Estoul, Èriu, Les Fiéry, La Fourcaz-Dessus, La Fourcaz-Dessous, La Fourcaz, Le Frachey, France, Les Fusines, Les Gavines, Les Goïls-Dessus, Les Goïls-Dessous, Le Grand Tournalin, Granaz, Les Grangettes, Granon, Le Lac-Vert, Lasertaz, Le Lavassey-Dessus, Le Lavassey, Lignod, Lillaz, Lunasc, Magnéaz, Magnéchoulaz, Mandrou, Mascognaz, Massuquin, Le Mase, Messan, Messanet, Meytéres, La Moléraz, Le Moulin-de-Po, Nanaz-Dessus, NanazDessous, Le Néal-Dessus, Le Néal-Dessous, L’Osel, L’Olivaz, Ostafaz-Dessus, Ostafaz-Dessous, Palenc, Palouettaz, Palud, Périasc-d’Aval, Périasc, Le Lac-de-Perrin, Les Péyoz, Le Pian-de-la Sal, Le Pian-de-Chanchavellat, Pian-Long, Pian-Péraz, Pianes, Pieit, Pilaz, Le Pillonet, Portolaz, Praz-Sec, Praé, Pracharbon, Ramére-Dessus, Ramére-Dessous, Les Ramey, Le Rangassey, Ravére-Dessus, Ravére-Dessous, Résy, Revé, Rollin, La Rongéaz, Rovinal, Sachiel, Saint-Jacques-des-Allemands, Saler, Salerin, Soudat, Soussun, Taconet, Le Tantané, Tavélaz, Charchérioz-Dessus, Charchérioz-Dessous, Les Charvalines, Les Chavannes, La Cuccaz, Le Tournalin-Dessus, Le Tournalin-Dessous, Le Trochey, Cères, Les Cimes-Blanches, Les Vagères, Vascochaz, La Vardaz, Vachères, Le Vasé, La Ventinaz, Verraz-Dessus, Verraz-Dessous, Véret, Le Vieil, Les Villy.

## Communes limitrophes
Brusson, Chamois, Châtillon, Gressoney-La-Trinité, Gressoney-Saint-Jean, La Magdeleine, Saint-Vincent, Valtournenche, Zermatt (Valais)

## Évolution démographique
Habitants recensés